# Флэнери, Бриджет
Бри́джет Кри́стин Флэ́нери (англ. Bridget Christine Flanery; 24 марта 1970, Гатри-Сентер, США) — американская актриса

.

## Биография и карьера
Она наиболее известна по роли Лилы Фаулер в «Sweet Valley High», которую играла с 1994-го до 1996 года, прежде чем её заменила актриса Ширли Эллиот. Она является выпускником Университета Дрейка, где изучала театр, окончила учёбу в 1992 году. Вскоре она покинула Айову, чтобы продолжить актёрскую карьеру. Она была номинирована на премию Young Artist Award в 1997 году за «Лучшую роль в телевизионной комедии — гостевая роль юного актёра» в телесериале «Пёрл».
После «Sweet Valley High», Фланери продолжила сниматься. Она появилась в телесериалах «Лодка любви: Новая волна», «Уилл и Грейс», «Сабрина — маленькая ведьма», «Парень познаёт мир» и «Два с половиной человека».
С 8 августа 2009 года Флэнери замужем за композитором Брэндономм Кристи.

## Избранная фильмография
| Год       |   | Русское название           | Оригинальное название     | Роль           |
| --------- | - | -------------------------- | ------------------------- | -------------- |
| 1996      | с | Чудеса науки               | Weird Science             | Кортни Бойл    |
| 1996      | с | Седьмое небо               | 7th Heaven                | Сьюзан Барретт |
| 1996—1998 | с | Сабрина — маленькая ведьма | Sabrina the Teenage Witch | Джилл          |
| 1997      | с | Несчастливы вместе         | Unhappily Ever After      | Банни          |
| 1998      | с | Вавилон-5                  | Babylon 5                 | Зои            |
| 2005      | с | Без следа                  | Without a Trace           | Бет Норвуд     |
| 2005      | с | Уилл и Грейс               | Will & Grace              | Вив Кэссиди    |
| 2008      | с | Два с половиной человека   | Two and a Half Men        | Кэти           |
| 2008      | с | Отчаянные домохозяйки      | Desperate Housewives      | Пегги          |
| 2011      | с | Зои Харт из южного штата   | Hart of Dixie             | Бекки Хилсон   |